# Smal vlas
Smal vlas (Linum tenuifolium) is een plant uit de vlasfamilie die inheems is in Midden- en Zuid-Europa, met enkele vindplaatsen in België.

## Etymologie en naamgeving
- Synoniemen: Cathartolinum tenuifolium (L.) Rchb., Leucolinum tenuifolium (L.) Fourr., Linum biforme subsp. tenuifolium (L.) Bonnier & Layens, Linum cilicicum Fenzl, Linum suffruticosum subsp. tenuifolium sensu auct., Linum tenuifolium subsp. milletii (Senn. & Barrau) O. Bolòs, Vigo, Masalles & Ninot
- Frans: Lin à feuilles étroites
- Duits: Schmalblättriger Lein

De botanische naam Linum is afkomstig van het Latijnse 'linum' (draad of linnen). De soortaanduiding tenuifolium is afgeleid van het het Latijnse tenuis (smal, dun) en folium (blad).

## Kenmerken
Smal vlas is een overblijvende, hemikryptofyte, kleine kruidachtige plant, 10 tot 30 cm hoog, met onbehaarde, rechtopstaande of schuin opgaande stengels. Er is geen bladrozet. De stengelbladeren zijn verspreid ingeplant, zittend, stijf aanvoelend, lijnvormig en éénnervig.
De bloemen zijn lichtroze tot lila, gesteeld, en staan verspreid op de stengel in een ijle tuil. De kelkbladen zijn langer dan het vruchtbeginsel, lancetvormig, met een lange spitse top en bezet met klierharen. De kroonbladen zijn twee- tot driemaal zo lang als de kelkbladen en hebben een korte, spitse top. De vruchtjes zijn eivormig.
De bloeitijd is van mei tot juli.

## Habitat, verspreiding en voorkomen
Smal vlas is een soort van zonnige plaatsen op stenige bodem, zoals graslanden, stenige bermen en puinhellingen, tot op 1500 m hoogte.
De plant komt voor in Midden- en Zuid-Europa, Noord-Afrika en westelijk Azië . Er zijn enkel vindplaatsen bekend in België.
... · 
L. alpinum · 
L. austriacum (Oostenrijks vlas) · 
L. bienne (Tweejarig vlas) · 
L. catharticum (Geelhartje) · 
L. leonii (Frans vlas) · 
L. narbonense · 
L. perenne (Overblijvend vlas) · 
L. suffruticosum · 
L. tenuifolium (Smal vlas) · 
L. trigynum · 
L. usitatissimum (Vlas) · 
L. viscosum (Kleverig vlas) · 
...